# 1548 en France
Chronologie de la France
- 1544
- 1545
- 1546
- 1547
- 1548
- 1549
- 1550
- 1551
- 1552

## Événements
- 5 janvier : bulle de fondation de l’Université de Reims, créée à l’initiative du cardinal de Lorraine[1].
- Juin : Écriture du Discours de la Servitude Volontaire, par Étienne de la Boétie.
- 19 juillet : traité de mariage entre la France et l’Écosse. Le projet de mariage de Marie Stuart avec Édouard VI d’Angleterre provoque la réaction de la France. Marie (6 ans) est invitée à la cour de France pour y épouser le dauphin François, fils d’Henri II[2].
- Juillet-Août : révolte des Pitauts[3]. Émeutes de la gabelle en Guyenne et en Angoumois. Le gouvernement d’Anne de Montmorency réprime durement le mouvement, mais exempte les provinces du Sud-ouest de la gabelle.
- 7 août : Marie Stuart se rend en France[4].

- 12 novembre : crues du Rhône et de la Durance[5].
- 17 novembre : le Parlement de Paris interdit la représentation des mystères[6].

## Naissances en 1548
- 20 octobre : Janne d'Albret (1548-1572), Reine de Navarre et duchesse de Vendôme.